# Grupo Mijaílovka inferior
El Grupo Mijaílovka inferior, 3600-3000 a. C., fue una cultura arqueológica de la Edad del Cobre tardía del curso inferior del Dniéper que subyace sobre los restos del yacimiento de su sucesora cultura yamna llamado Mijaílovka I, remarcable por sus fortificaciones. Está relacionada con la cultura Kemi Oba y parece tener conexiones con la cultura de Maikop.